# Yaël Fogiel
Pour les articles homonymes, voir Fogiel.
Yaël Fogiel est une productrice de cinéma française, née le 20 février 1965 à Ramat Ha-Sharon en Israël.
Elle dirige avec Laetitia Gonzalez la société Les Films du poisson.

## Biographie
Arrivée en France en 1986, Yaël Fogiel obtient une licence d'arabe et d'hébreu à l'INALCO. Devenue productrice indépendante de documentaires, elle fonde la société Les Films du poisson avec Laetitia Gonzalez en 1994 afin de financer le cinéma d'auteur, notamment étranger,. Ensemble, elles reçoivent en 2010, le prix Daniel-Toscan-du-Plantier du « meilleur producteur ». La même année, elles sont élues personnalités de l'année par la revue Le Film français.
Yaël Fogiel donne occasionnellement des cours à La Fémis et est par ailleurs membre du collectif 50/50 qui a pour but de promouvoir l’égalité des femmes et des hommes et la diversité dans le cinéma et l'audiovisuel,.

## Filmographie

### Longs métrages en tant que productrice principale
- 1997 : Madame Jacques sur la Croisette d'Emmanuel Finkiel (César du meilleur court métrage)
- 1999 : Voyages d'Emmanuel Finkiel (César du meilleur premier film)
- 2003 : Motus (téléfilm) de Laurence Ferreira Barbosa
- 2003 : La Chose publique de Mathieu Amalric
- 2003 : Depuis qu'Otar est parti… de Julie Bertuccelli (grand prix de la Semaine de la critique)
- 2007 : Les Méduses d'Etgar Keret et Shira Geffen (Caméra d'or du Festival de Cannes)
- 2008 : Nulle part, terre promise d'Emmanuel Finkiel
- 2008 : À l'est de moi de Bojena Horackova
- 2009 : Hanna M.
- 2009 : La Grande Vie d'Emmanuel Salinger
- 2009 : Lignes de front de Jean-Christophe Klotz
- 2009 : Tournée de Mathieu Amalric (prix de la mise en scène à Cannes)
- 2010 : L'Arbre de Julie Bertuccelli
- 2010 : Lettres et Révolutions de Flavia Castro
- 2012 : Beautiful Valley (Emek tiferet) de Hadar Friedlich
- 2012 : La Terre outragée de Michale Boganim
- 2013 : The Gatekeepers de Dror Moreh (prix du meilleur documentaire de The American National Society of Film Critics, il est également nommé à l'Oscar du meilleur film documentaire en 2013)
- 2014 : La Cour de Babel de Julie Bertuccelli  (nommé au César du meilleur film documentaire en 2015)
- 2014 : La Dune de Yossi Aviram
- 2016 : Eat That Question de Thorsten Schütte
- 2016 : Dernières Nouvelles du cosmos de Julie Bertuccelli (nommé au César du meilleur film documentaire en 2017)
- 2016 : Le Passe-muraille (téléfilm) de Dante Desarthe
- 2020 : L'Agent immobilier (mini-série) d'Etgar Keret et Shira Geffen
- 2021 : En thérapie (série télévisée) d'Olivier Nakache et Éric Toledano
- 2021 : Serre moi fort de Mathieu Amalric
- 2021 : Et j'aime à la fureur (documentaire) d'André Bonzel
- 2023 : Little Girl Blue de Mona Achache

## Distinctions

### Récompenses
- Prix Daniel-Toscan-du-Plantier 2011 du meilleur producteur avec Laetitia Gonzalez pour Tournée[6]

### Nominations
- Prix Daniel-Toscan-du-Plantier 2024 du meilleur producteur  pour Little Girl Blue[7]
- César 2024 : Meilleur film documentaire pour Little Girl Blue[8]